# Suhlendorf

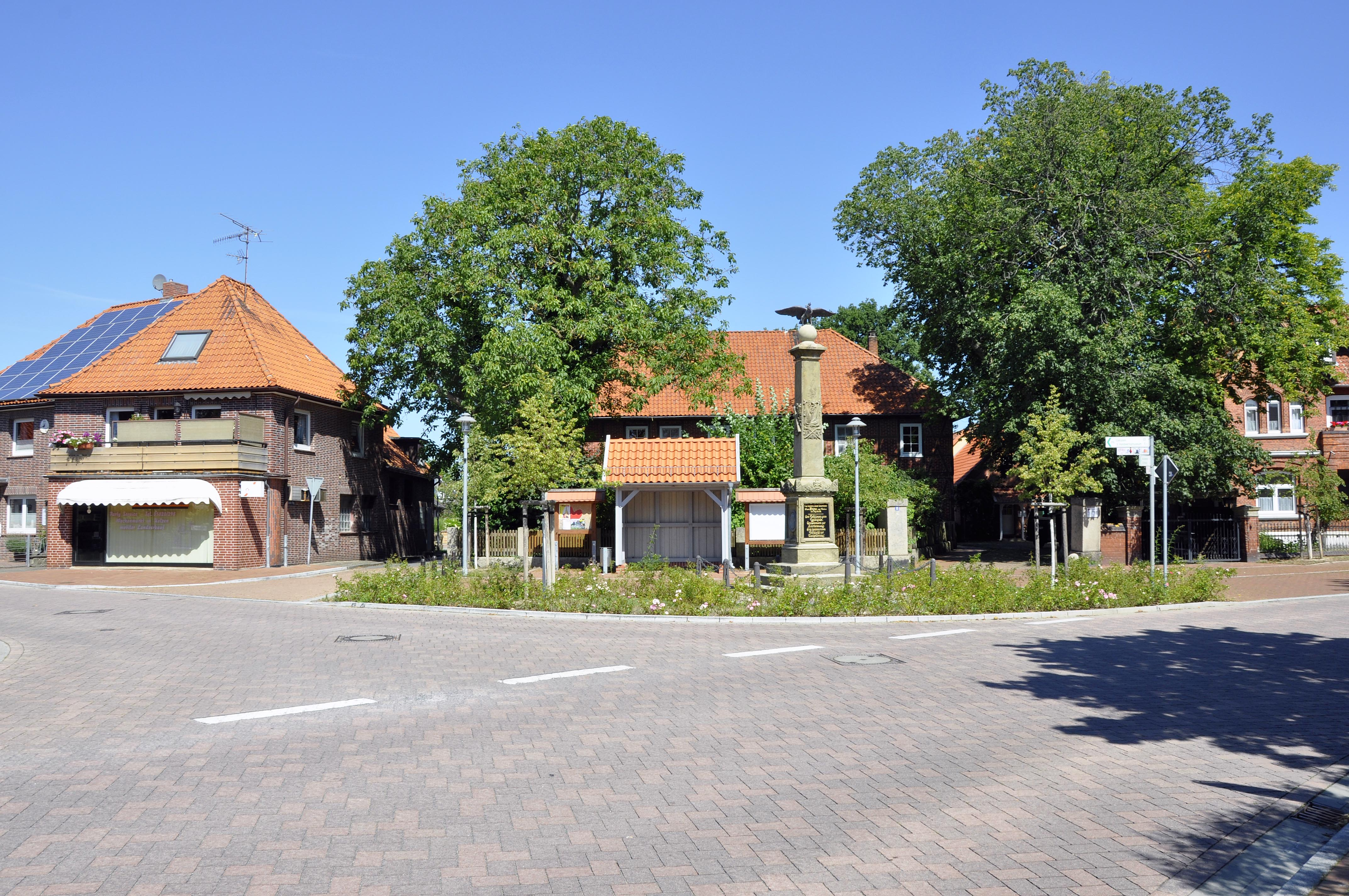
Suhlendorf, alter Marktplatz, mit Kriegerdenkmal 1870/71, 2020

Suhlendorf (plattdeutsch: Ssuhlnderp) ist eine Gemeinde im östlichen Landkreis Uelzen, am Rand von Wendland und Drawehn, Niedersachsen.

## Geografie

### Geografische Lage
Suhlendorf liegt in der Lüneburger Heide und ist ein Unterzentrum im Ostkreis Uelzen. Suhlendorf gehört zum Uelzener Becken sowie der Ilmenauniederung und liegt unmittelbar am Rand des Drawehns. Südwestlich von Suhlendorf entspringt die Wipperau, ein Nebenfluss der Ilmenau. Der Ort befindet sich direkt an der Bundesstraße B71, zwischen Uelzen und Salzwedel. Die Hansestadt Uelzen ist etwa 16 Kilometer entfernt. Bis Salzwedel sind es etwa 30 Kilometer und bis zur Kreisstadt Lüchow (Wendland) etwa 31 Kilometer. Der nächste Haltepunkt Soltendieck an der Bahnstrecke Stendal–Uelzen ist etwa fünf Kilometer entfernt mit Zugverbindungen nach Uelzen, Salzwedel, Stendal und Berlin. Die Gemeinde Suhlendorf gehört zur Samtgemeinde Rosche.

### Gemeindegliederung
Zur Gemeinde Suhlendorf gehören die Ortsteile Batensen, Dallahn, Dalldorf, Groß Ellenberg, Klein Ellenberg, Grabau, Güstau, Kölau, Molbath, Nestau, Növenthien, Rassau, Schlieckau und Wellendorf sowie Klein Malchau und St. Omer.

## Eingemeindungen
Am 1. Juli 1972 wurden die Gemeinden Batensen, Dallahn, Dalldorf, Ellenberg, Grabau, Güstau, Kölau, Molbath, Nestau, Növenthien, Rassau, Schlieckau und Wellendorf eingegliedert.

## Geschichte
Suhlendorf ist ein ehemaliger Rundling und wurde (gesichert) erstmals 1289 vom Kloster Oldenstadt als „Zuilendorpe“ bezeichnet. Ein angeblich für das Jahr 1142 genannter Beleg „Zwelendorpe“ findet sich in einer gefälschten Urkunde, die nach 1240 entstanden, aber noch dem 13. Jahrhundert zuzuordnen ist. Jürgen Udolph hält eine Deutung des Ortsnamens aus dem Slawischen für wenig wahrscheinlich, womit der Ort vermutlich einen germanischen (deutschen) und nicht slawischen Ursprung hat. Die Wissenschaft hat den Ursprung des Ortsnamens mittlerweile gründlich erforscht. Frühere Analysen deuteten auf „Dorf auf der Bodenschwelle“ hin. Heute gehen Geschichtswissenschaftler davon aus, dass der Name mit großer Wahrscheinlichkeit auf eine Familie Sulo zurückzuführen ist, die einst in der Region ansässig war und den Ortsnamen geprägt hat. In der Geschichts- und Namensforschung gilt ein schwach flektierter Personenname wie „Sulo“ als belegt. Der Ortsname entwickelte sich über Zuilendorpe (1289), Suwendorpe (1541) und Sulendorf (1571). Im Schenkungsregister des Abts Saracho wird Suhlendorf als Besitz des Klosters Corvey aufgeführt. Weil es sich bei diesem Verzeichnis um eine Fälschung handelt, sind Bezüge zu Corvey eher zweifelhaft.

### Mittelalter
Eine wichtige Rolle in der frühen Entwicklung des Ortes hat vermutlich der Turm der Wehrkirche gespielt. Dieser Wehrturm wurde vermutlich nicht, wie in der Heimatliteratur häufig behauptet, im Jahr 930 errichtet, sondern stammte mit großer Wahrscheinlichkeit aus dem 11. Jahrhundert, da sich erst in diesem Zeitraum das massive Mauerwerk im Burgenbau durchsetzte. Aus geschichtswissenschaftlicher Sicht war der sogenannte Wehrturm vermutlich eine kleine Burg, die von einem Burgvogt oder einer niedrigeadligen Familie verwaltet und als Wohnturm genutzt wurde. Sehr wahrscheinlich wurde diese Kleinburg innerhalb eines Sächsischen Ringwalls errichtet, die Heinrich I, Herzog von Sachsen und König des Ostfrankenreiches, in den Grenzgebieten seines Reiches zum Schutz vor Angriffen der Ungarn errichten ließ, die als Reitertrupps durchs ganze Land zogen und plünderten. Diese Annahme ist naheliegend, da der alte Ortskern von einem Ringgraben umgeben war, wie eine Zeichnung des Heimatforschers Adolf Bätge belegt. Der Wehrturm befand sich damals im Grenzgebiet zwischen Bardengau und Wendland. Dieses Grenzgebiet bei Suhlendorf war Kontaktzone zwischen slawischer und deutscher (sächsischer) Besiedelung. Der Verlauf dieser Grenze stellte damals keine konkrete Linie dar, sondern ist eher als ein Raum zu verstehen, der Slawen wie auch Sachsen trennte und zugleich verband. Entsprechend wurde im Raum von Suhlendorf zwischen den Stämmen Handel getrieben und friedlich zusammengelebt. Dennoch kam es auch immer wieder zu Angriffen und Überfällen. Der Suhlendorfer Wehrturm zeugt von diesen kriegerischen Auseinandersetzungen und war in diesem Grenzraum Verteidigungseinrichtung und zugleich auch ein Machtsymbol der sächsischen Herrscher gegenüber den Slawen (Wenden). Damit war Suhlendorf ein früher Handelsplatz in dieser Region und für das Gebiet des Ostkreises Uelzen zugleich auch das Tor zum Wendland und zur Altmark.

### Franzosenzeit
Die alte Verbindung Suhlendorfs zum Wendland wurde in der Franzosenzeit erneut deutlich, denn Suhlendorf gehörte in der Zeit der napoleonischen Verwaltung zum Kanton Bergen (an der Dumme). Das Statistisches Repertorium über das Königreich Westphalen wies im Jahr 1813 für Suhlendorf 184 Einwohner und 22 Häuser aus.

### Kirchspiel

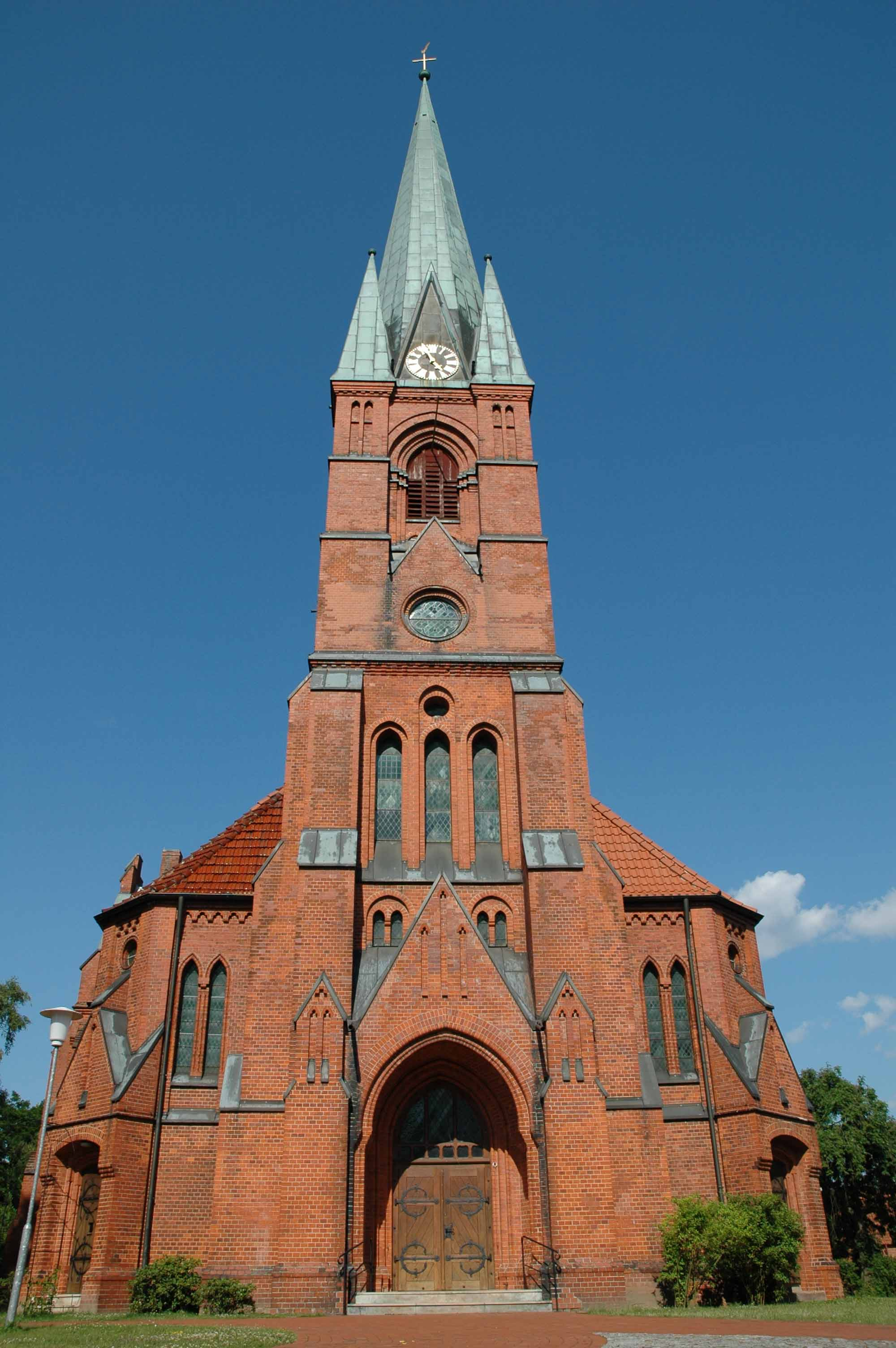
Marienkirche Suhlendorf

Eine starke Entwicklung erfuhr der Ort, als mit Erlass des kirchlichen Konsistoriums in Hannover am 27. Oktober 1774 die Trennung der Kirchspiele Rosche und Suhlendorf „um der besseren Seelsorge willen“ besiegelt wurde. Rund 200 Jahre bestand zwischen Rosche und Suhlendorf eine kombinierte Kirchengemeinde, die sich jedoch als problematisch erwiesen hat. Zum einen war das Kirchspiel Suhlendorf-Rosche räumlich zu groß, um ausreichend betreut zu werden, zum anderen befand sich der Dienstsitz des Pastors in Rosche, was zur Vernachlässigung der Schulaufsichtspflicht und der seelsorgerischen Aufgaben in der Gemeinde Suhlendorf führte. Durch diese Trennung wurde Suhlendorf wieder zu einem eigenständigen Kirchspiel erhoben. Den letzten eigenen Pastor vor der Zusammenlegung hatte Suhlendorf im Jahr 1534. Der erste Pastor nach der wiedererlangten Selbstständigkeit war im Jahr 1776 Friedrich Gerhard Müller.

## Politik

### Gemeinderat
Der Rat der Gemeinde Suhlendorf setzt sich aus 13 Ratsfrauen und Ratsherren zusammen.
| Wahljahr | CDU                                                                                                 | FDP       | WGS | Linke | Grüne      | Einzel | SPD        | Gesamt   |
| 2021     | 7                                                                                                   | 2         | 1   | 1     | 1          | 1      | -          | 13 Sitze |
| 2016     | 8                                                                                                   | 1         | -   | -     | 1          | -      | 3          | 13 Sitze |
| 2011     | 7 (51,3 %)                                                                                          | 0 (5,5 %) | -   | -     | 2 (13,9 %) | -      | 4 (29,2 %) | 13 Sitze |
|          | _____________________ WGS: Wählergemeinschaft Suhlendorf Einzel 2021: Ingeborg Hennings-von der Ohe |           |     |       |            |        |            |          |

Letzte Kommunalwahl am 12. September 2021

### Bürgermeister/Verwaltung
Ehrenamtlicher Bürgermeister ist Hans-Heinrich Weichsel (CDU). Die Gemeindeverwaltung befindet sich in der Schulstraße 2.

### Wappen
In rot ein silberner spitzbedachter Wehrturm, unten mit goldenem Schild, darin eine schwarze Wildsau über einer schwarzen Suhle.

## Kultur und Sehenswürdigkeiten

### Museen

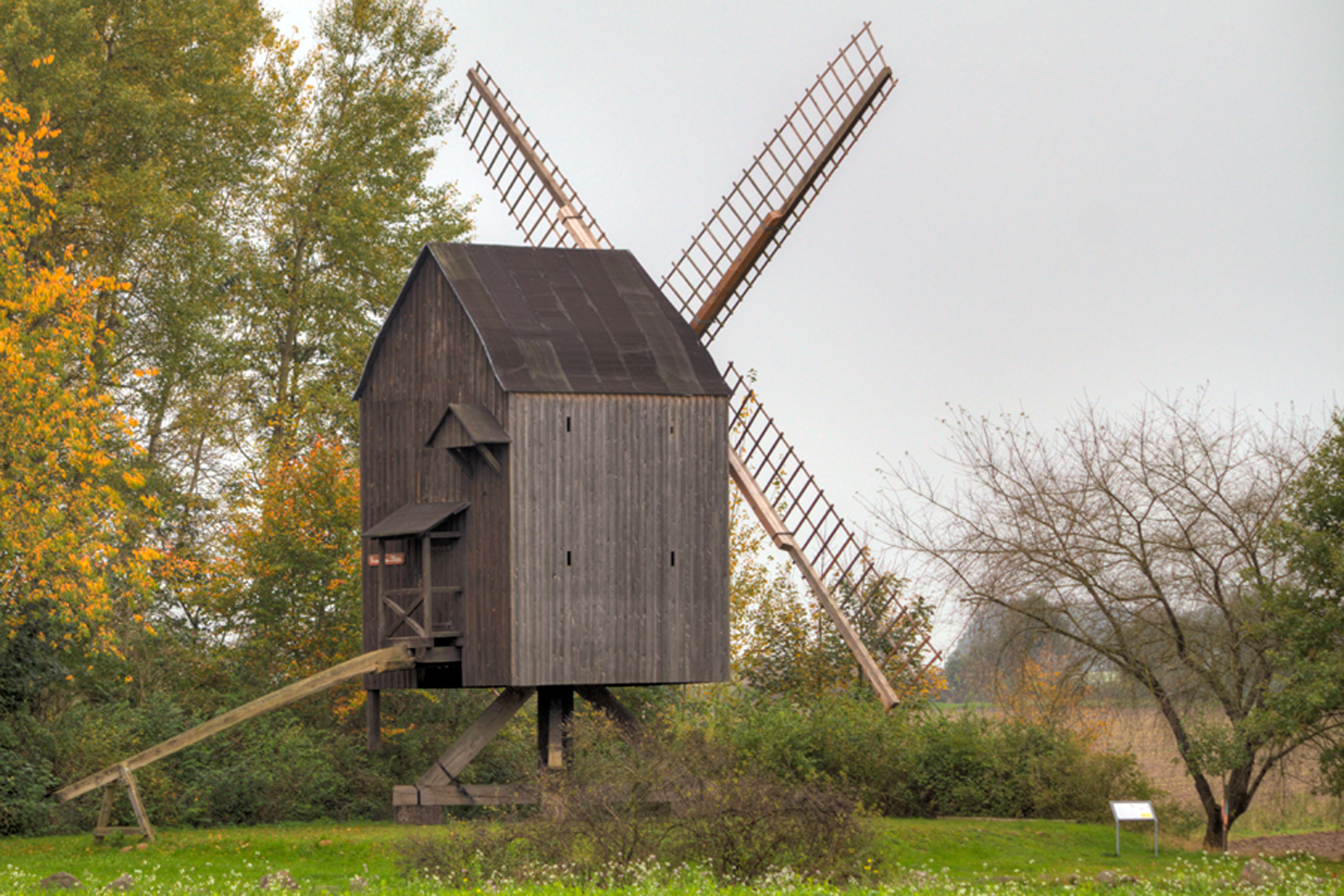
Die Mühle

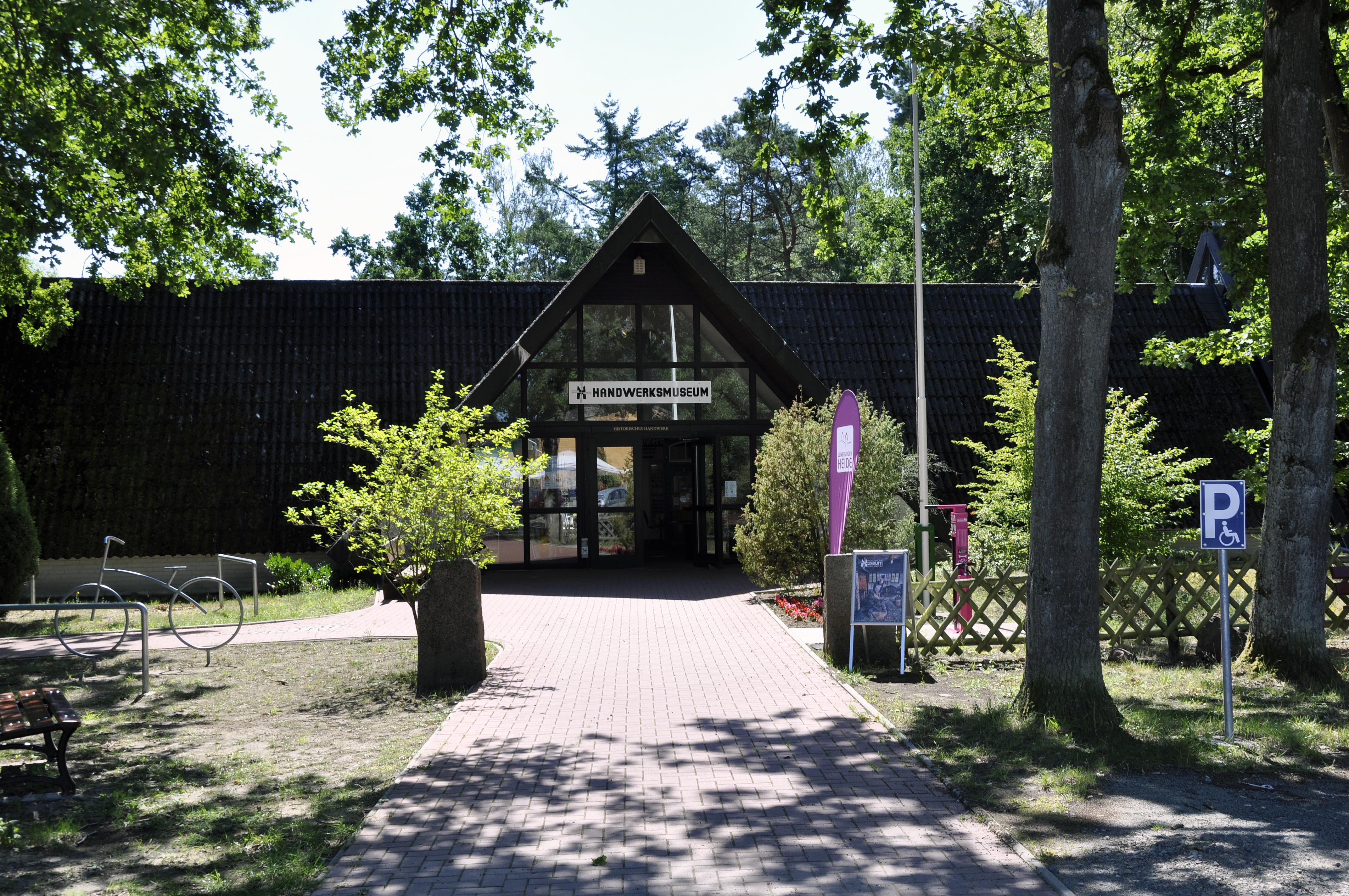
Handwerksmuseum Suhlendorf

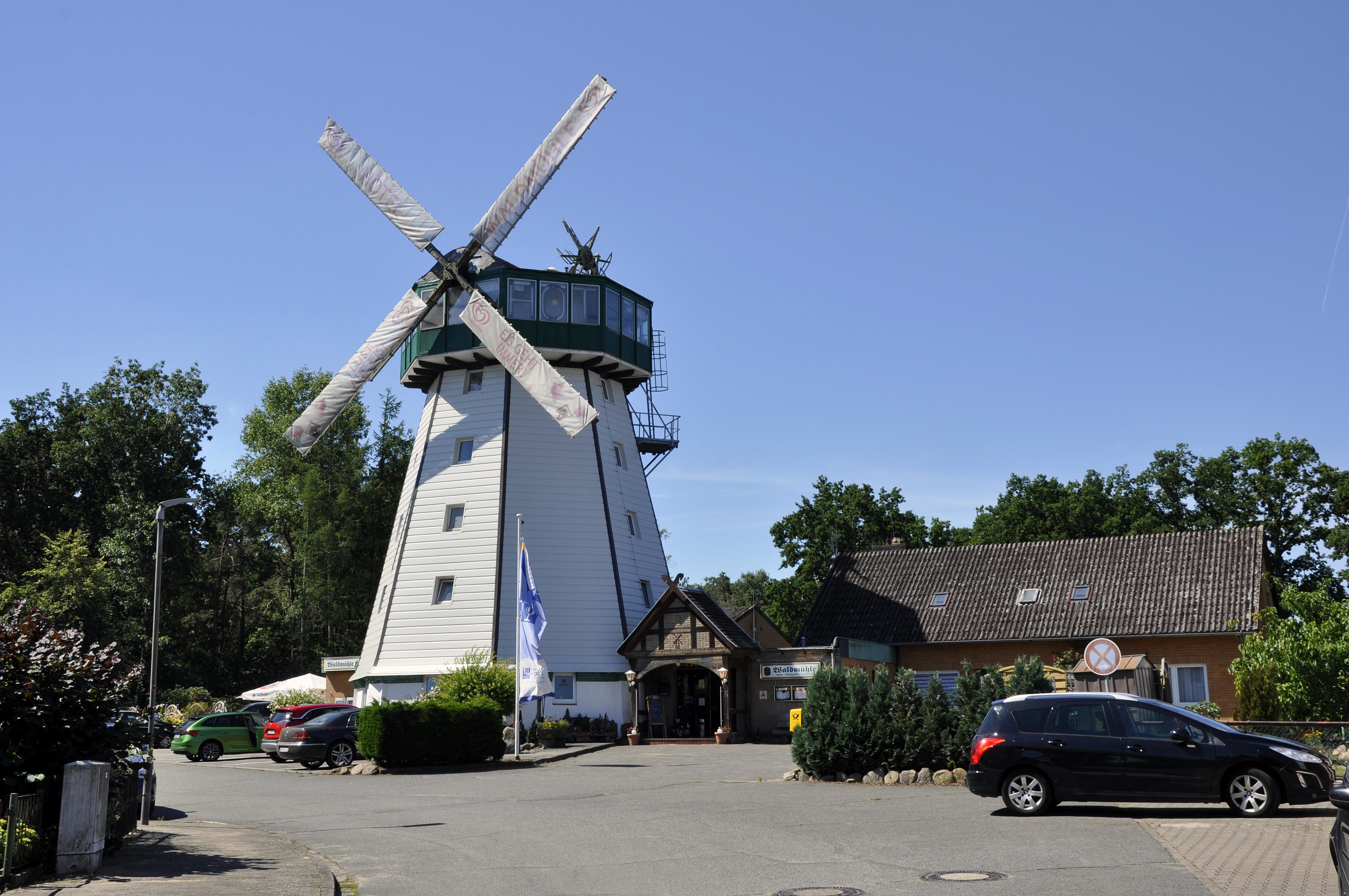
Hotel Waldmühle in Suhlendorf

Im Handwerksmuseum Suhlendorf wird in verschiedenen Gebäuden die Werk- und Arbeitsstätten von Schuhmacher, Töpfer, Schmied, Stellmacher, Sattler, Polsterer, Imkerei und Tierarztpraxis dargestellt. Das Museum liegt auf dem Mühlenberg in der Nähe vom ehemaligen Standort der Suhlendorfer Bockwindmühle.

### Tourismus
Seit den frühen 1970er Jahren hat sich Suhlendorf zu einem Naherholungsort im Ostkreis Uelzen entwickelt. Zahlreiche Tagesgäste nutzen den Ort als Anlaufpunkt, um die reizvolle und naturbelassene Endmoränenlandschaft zwischen Mühlenberg und Ilkenberg aufzusuchen. Ein weiter Anziehungspunkt ist das örtliche Handwerksmuseum Suhlendorf am Mühlenberg.

### Plattdeutsch
Noch bis weit in die 1950er und 1960er Jahre hinein war die niederdeutsche Sprache (Plattdeutsch) auch in der Gemeinde Suhlendorf die alltägliche Umgangssprache. Der in Suhlendorf geborene Pastor Werner Klipp berichtet im Regionalmagazin Wipperau-Kurier, dass zwar nicht jedes Dorf einen eigenen Dialekt sprach, aber bestimmte Wörter bereits innerhalb der Gemeinde, je nach Ort, in einer eigenen Aussprache genutzt wurden. Obwohl man das Wort Dorf im plattdeutschen als Dörp ausspricht, wird es im Suhlendorfer Platt als Derp ausgesprochen. Der Ortsname wird dabei mit einem langen und spitzen S ausgesprochen: Sssuhlnderp. Diese besondere Betonung regte die Bevölkerung in der Umgebung zu Ökelriemels (Spottverse) an. Werner Klipp überlieferte folgenden Spottvers: „Sssüh an, sssüh an, de Sssuhlnderper SssuurSssaftSssuppSssüüpers!“

### Religionen
Suhlendorf ist Sitz einer evangelisch-lutherischen Kirchengemeinde (Kirchenkreis Uelzen, Sprengel Lüneburg). Im Ort besteht die 1903 erbaute Marienkirche.

## Wirtschaft und Infrastruktur

### Allgemein
Die Gemeinde Suhlendorf besitzt zentrale Bedeutung für die Grundversorgung der örtlichen Bevölkerung und nimmt aufgrund der geografischen Lage eine wirtschaftliche Sonderstellung für die Grenzregion zwischen Landkreis Uelzen, Landkreis Lüchow-Dannenberg und dem Landkreis Salzwedel ein. Das Dorf verfügt über gewachsene Strukturen und war bis in die 1960er Jahre durch Landwirtschaft und Handwerk geprägt. Von 1893 bis Mitte der 1960er Jahre war der Ort Sitz einer bedeutenden Molkereigenossenschaft. Heute spielen vor allem ein überregional tätiger Landmaschinenhandel, Handwerksbetriebe, Logistik, Dienstleistung, Kfz-Gewerbe, Einzelhandel, Gastronomie und Hotelgewerbe sowie Unternehmen der Lebensmittelwirtschaft eine wirtschaftlich wichtige Rolle für den Ort.

### Medizinische Versorgung
Seit 1843 ist Suhlendorf Sitz eines niedergelassenen Arztes. In den vergangenen Jahrzehnten hat sich der Ort zu einem medizinischen Versorgungszentrum mit zentraler Gemeinschaftspraxis (Allgemeinmedizin), Zahnarztpraxis, Apotheke, Pflegedienst und verschiedenen therapeutischen Angeboten sowie Tierarztpraxis entwickelt.

### Medien
Mit dem Bahn-Media Verlag befindet sich ein überregional tätiger Fachverlag am Ort, der auf Themen rund um den Verkehrsträger Schiene, Logistik und Wirtschaft spezialisiert ist. Zum Verlag gehört das im Jahr 2014 gegründete Bahn-Media Institut. Außerdem gibt der Verlag viermal im Jahr das Regionalmagazin Wipperau-Kurier heraus, ein Magazin für Land und Leute des Ostkreises Uelzen und des angrenzenden Wendlands.

## Persönlichkeiten
- Johann Heinrich Ludolph Holekamp (1760–1832), Feldprediger, evangelisch-lutherischer Pastor und Ururgroßvater von Hans Fallada
- Friedrich Wilhelm Karl Jakob (1850–1906), Architekt und Kirchenbaumeister
- Adolf Bätge (1886–1958), in Suhlendorf geborener Heimatforscher
- Wilhelm Beindorf (1887–1969), deutscher Maler, in Suhlendorf geboren
- Gerhard Madaus (1890–1942), Mediziner und Industrieller, geboren in Nestau
- Johannes Schubach (1915–1995), deutscher Maler[23]
- Horst Wrobel (1935–2022), deutscher Museumsgründer und Designer
- Horst Hrubesch (* 1951), ehemaliger Fußballprofi und Trainer verschiedener deutscher Jugend-Nationalmannschaften, lebte bis 2015 auf einem Anwesen in Klein Ellenberg in Suhlendorf.[24]
- Christian Wiechel-Kramüller (* 1966), in Suhlendorf geborener Fachjournalist, Autor, Herausgeber und Verleger
- Philip Banse (* 1972), in Suhlendorf aufgewachsener Journalist und Podcaster